# Espeleonaushonia augudrea
Espeleonaushonia augudrea is een tienpotigensoort uit de familie van de Laomediidae. De wetenschappelijke naam van de soort is voor het eerst geldig gepubliceerd in 1997 door Juarrero & García.